# Belizische Fußballnationalmannschaft
Die belizische Fußballnationalmannschaft ist die Fußballnationalmannschaft des zentralmittelamerikanischen Staates Belize. Sie ist Mitglied des Kontinentalverbandes CONCACAF. Bisher ist es der Mannschaft noch nicht gelungen, sich für die Fußball-Weltmeisterschaft zu qualifizieren. Die erste Qualifikation für den CONCACAF Gold Cup gelang 2013. Im März 2013 erreichte Belize mit Platz 123 die bisher beste Platzierung in der FIFA-Weltrangliste.

## Turniere

### Weltmeisterschaft
- 1930 bis 1986 – nicht teilgenommen
- 1990 – Von der Qualifikation zur WM 1990 in Italien wurde man nach Unstimmigkeiten mit der FIFA disqualifiziert.
- 1994 – nicht teilgenommen
- 1998 – In der Qualifikation zur WM 1998 in Frankreich traf man in der Zentralzone der Vorrunde auf Panama und musste sich mit 1:2 und 1:4 geschlagen geben.
- 2002 – In der Qualifikation zur WM 2002 in Japan und Südkorea wurde man in der Zentralzone 1 der Vorrunde gegen El Salvador und Guatemala gelost, schied jedoch nach nur einem Unentschieden aus 4 Spielen als Gruppenletzter aus.
- 2006 – In der Qualifikation zur WM 2006 in Deutschland traf man in der 2. Runde auf Kanada und zog mit zweimal 0:4 den Kürzeren.
- 2010 – Im Rahmen der Qualifikation zur Fußball-Weltmeisterschaft 2010 in Südafrika traf das Team in der ersten Runde der CONCACAF-Zone auf die Nationalmannschaft aus St. Kitts und Nevis. Das Hinspiel gewann Belize in Guatemala mit 3:1 am 6. Februar 2008, das Rückspiel in Basseterre (St. Kitts und Nevis) endete 1:1, wodurch Belize in die zweite Runde der Qualifikation einzog. Dort verlor das Team am 15. Juni in Houston (Vereinigte Staaten) das Hinspiel gegen Mexiko mit 0:2. Das Rückspiel fand am 21. Juni in Monterrey (Mexiko) statt, wo man mit 0:7 unterlag und somit ausschied.
- 2014 – In der Qualifikation zur WM 2014 in Brasilien traf man in der 1. Runde auf Montserrat und zog mit 5:2 und 3:1 in die 2. Runde ein. Dort traf man auf Guatemala, St. Vincent und den Grenadinen und Grenada. Nach 2 Siegen und 1 Unentschieden aus 6 Spielen schied man als Gruppenzweiter aus.
- 2018 – In der Qualifikation zur WM 2018 in Russland traf die Mannschaft in der 1. Runde im März 2015 auf die Kaimaninseln und zog mit 0:0 und 1:1 dank der Auswärtstorregel in die 2. Runde ein. Auch dort konnte man sich mit 2:1 und 3:0 gegen die Dominikanische Republik durchsetzen und in die 3. Runde einziehen. Dort schied man jedoch mit 0:3 und 1:1 gegen Kanada aus.
- 2022 – In der Qualifikation zur WM 2022 in Katar traf die Mannschaft in der 1. Runde im März und Juni 2021 auf Haiti, Nicaragua und die Turks- und Caicosinseln sowie St. Lucia, das sich aber im März zurückzog. Nach einem Sieg und zwei Niederlagen schied die Mannschaft aus.
- 2026 – In der Qualifikation zur WM 2026 in Kanada, Mexiko und den USA traf die Mannschaft in der zweiten Runde im Juni 2024 und Juni 2025 auf Panama, Nicaragua, Guyana und auf Montserrat. Nach vier Niederlagen wurde als Gruppenletzter die dritte Runde verpasst.

### CONCACAF Gold Cup
- 1991 und 1993 – nicht teilgenommen
- 1996 bis 2002 – nicht qualifiziert
- 2003 – nicht teilgenommen
- 2005 bis 2011 – nicht qualifiziert
- 2013 – Vorrunde
- 2015 bis 2023 – nicht qualifiziert

### Zentralamerikameisterschaft
Die Zentralamerikameisterschaft wurde 1991–2009 unter der Bezeichnung „UNCAF Nations Cup“ ausgetragen. Seit 2011 lautet der Namen „Copa Centroamericana“.
- 1991 und 1993 – nicht teilgenommen
- 1995 – Vorrunde
- 1997 – nicht qualifiziert
- 1999 – Vorrunde
- 2001 – Vorrunde
- 2003 – nicht teilgenommen
- 2005 – Vorrunde
- 2007 – Vorrunde
- 2009 – Vorrunde
- 2011 – Vorrunde
- 2013 – Vierter
- 2014 – Vorrunde
- 2017 – Sechster

## Rekordspieler
Stand: 21. November 2023
| Rekordspieler | Rekordspieler   | Rekordspieler | Rekordspieler | Rekordspieler |
| Spiele        | Spieler         | Position      | Zeitraum      | Tore          |
| ------------- | --------------- | ------------- | ------------- | ------------- |
| 62            | Deon McCauley   | Angriff       | 2007–         | 28            |
| 61            | Elroy Smith     | Abwehr        | 2004–2019     | 06            |
| 57            | Ian Gaynair     | Abwehr        | 2007–         | 02            |
| 50            | Evrall Trapp    | Abwehr        | 2010–         | 0             |
| 43            | Woodrow West    | Tor           | 2008–         | 0             |
| 40            | Dalton Eiley    | Abwehr        | 2005–2019     | 0             |
| 40            | Harrison Roches | Mittelfeld    | 2005–2019     | 05            |
| 38            | Daniel Jiménez  | Angriff       | 2008–2019     | 02            |
| 37            | Trevor Lennon   | Mittelfeld    | 2005–2019     | 01            |
| 33            | Elroy Kuylen    | Mittelfeld    | 2009–2019     | 05            |

1. 1 2  rsssf.org: Belize - Record International Players
2. ↑  Inkl. evtl.  Spiele und Tore gegen Französisch-Guyana, Guadeloupe, Martinique, Saint Martin und Sint Maarten, die zwar Mitglied der CONCACAF, aber nicht Mitglied der FIFA sind und daher von der FIFA nicht berücksichtigt werden.

## Trainer
- Manuel Bilches (1999–2000)
- Leroy Sherrier (2000–2002)
- Anthony Adderly (2003–2006)
- Antonio Carlos Vieira (2005–2007)
- Palmiro Salas (2008)
- Ian Mork (2008)
- Renan Couch (2008–2009)
- Ian Mork (2009–2010)
- José de la Paz Herrera (2010–2012)
- Leroy Sherrier (2012–2013)
- Carlos Slusher (2013)
- Ian Mork (2013–2014)
- Leroy Sherrier (2013–2015)
- Jorge Núñez (2015–2016)
- Ryszard Orlowski (2017–2018)
- Palmiro Salas (2018–2019)
- Vincenzo Alberto Annese (2019–2020)
- Dale Pelayo Sr. (2020–2022)
- David Pérez Asensio (seit 2022)